# Iron (album)
Iron – drugi album fińskiej grupy Ensiferum. Został wydany 15 kwietnia 2004 roku.

## Lista utworów
1. "Ferrum Aeternum" – 3:28
2. "Iron" (Mäenpää, Toivonen) – 3:53
3. "Sword Chant" (Mäenpää) – 4:44
4. "Mourning Heart (Interlude)" – 1:23
5. "Tale of Revenge" (Mäenpää, Toivonen) – 4:30
6. "Lost in Despair" (Mäenpää, Toivonen) – 5:37
7. "Slayer of Light" (Mäenpää, Toivonen) – 3:10
8. "Into Battle" (Mäenpää, Toivonen) – 5:52
9. "Lai Lai Hei" (Mäenpää) – 7:15
10. "Tears" (Mäenpää, Toivonen, Saari) – 3:20
11. "Battery" (Metallica cover) – 5:13 (Bonus Track on Limited Edition)

## Listy sprzedaży
| Lista  | Kraj      | Pozycja |
| ------ | --------- | ------- |
| Top 50 | Finlandia | 17      |